# Simon McBurney

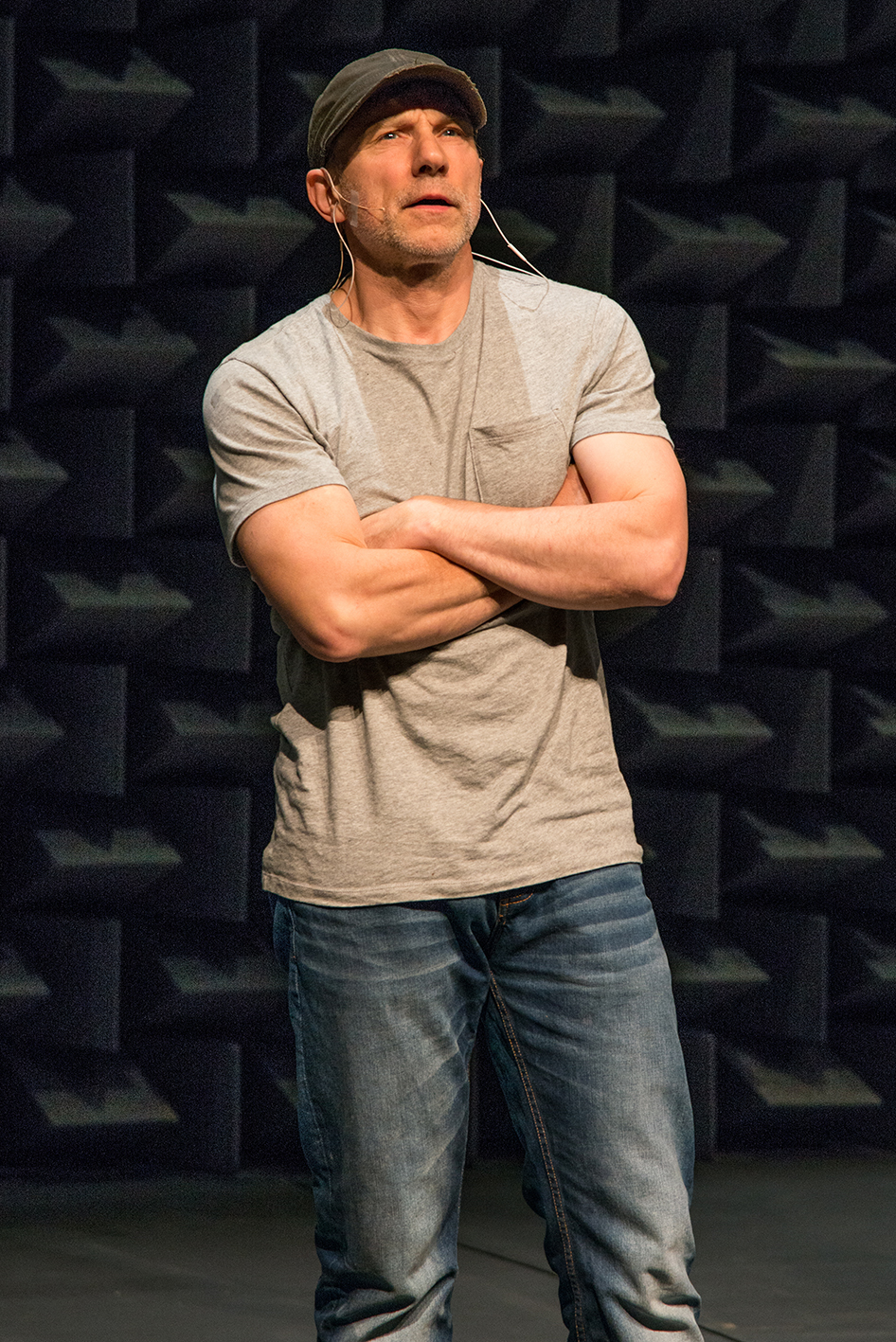
McBurney al 2015

Simon Montagu McBurney (Cambridge, 25 d'agost de 1957) és un actor, dramaturg i director de teatre anglès, fundador de la companyia Complicité, de la qual també és director artístic. Va formar part del grup de teatre Footlights de la Universitat de Cambridge, on va estudiar Literatura Anglesa, i es va formar a l'escola de Jacques Lecoq.

## Biografia
És fill de Charles McBurney, arqueòleg i acadèmic nord-americà, i d'Anne Francis Edmondstone Charles, secretària anglesa d'ascendència irlandesa. Té un germà, el compositor i escriptor Gerard McBurney; el seu besavi va ser el cirurgià Charles McBurney, qui va descriure el punt de McBurney.
Va estudiar Literatura Anglesa a la Universitat de Cambridge, on també va formar part del grup de teatre Footlights, i mim a l'escola de Jacques Lecoq a París.
Des de 2007, està en parella amb la pianista Cassie Yukawa, amb qui té dos fills.
En 2005 va ser anomenat Oficial de l'Ordre de l'Imperi Britànic.
Des de 2017 és ambaixador de Survival International, organització que defensa els drets dels pobles originaris.

## Carrera
En 1982 va fundar, juntament amb Annabel Cremen i Marcello Magni, la companyia de teatre físic Théâtre de Complicité, després cridada Complicité, de la qual també és director artístic. A l'any següent, el grup va presentar en el teatre Almeida el seu primer treball, Put It On Your Head, creació col·lectiva inspirada parcialment en la Bíblia i que incorporava elements de clown.
En 1992 va coescriure i dirigir l'obra The Street of Crocodiles, basada, en part, en contes de Bruno Schulz. Dos anys després, va escriure al costat de Mark Wheatley The 3 Lives of Lucie Cabrol, a partir de la novel·la Puerca terra, de John Berger. McBurney també va dirigir l'obra i va interpretar a Jean, el narrador i un dels amants de Lucie. Aquest mateix any va adaptar treballs de l'escriptor rus Daniil Kharms en Out of a House Walked a Man, una coproducció amb el National Theatre que també va dirigir. Va dirigir Les cadires, d'Ionesco i El cercle de guix caucasiano, de Brecht al 1997, ambdues en coproducció amb el National Theatre. El 1999 va concebre, va dirigir i va interpretar a un home prehistòric congelat i a Virgili en Mnemonic, obra que explora els mecanismes de la memòria, tant individual com col·lectiva. La peça, estrenada en el Festival de Salzburg i reposada després en el National Theatre i en el John Jay College Theatre de Nova York, va rebre el premi London Critics Circle Theatre a Millor Obra Nova.
El 2004 va dirigir Mesura per mesura, de Shakespeare, una coproducció entre Complicité i el National Theatre.
Fora del seu treball amb Complicité, McBurney va exercir com a director freelance en diferents països. Algunes de les seves posades van ser La resistible ascensió d'Arturo Ui amb el National Actors Theatre de Nova York al 2002, Tots eren els meus fills al 2008 a Broadway i The Elephant Vanishes, obra de la seva autoria basada en contes de Haruki Murakami amb el teatre Setagaya de Tòquio. Per aquesta última va rebre un premi Sydney Edwards a Millor Director.
El 2007, va interpretar a Fra Pavel en la pel·lícula La brúixola daurada.
El 2009, va convocar a Mark Rylance per interpretar a Hamm en Final de partida, de Samuel Becket, que coprotagonizó i va dirigir. L'obra es va estrenar a l'octubre en el Duchess Theatre.
En 2010 va prestar la seva veu per al personatge de Kreacher a Harry Potter i les Relíquies de la Mort, paper que va reprendre a Harry Potter i les Relíquies de la Mort: part 2, última part de la saga. Aquest mateix any, va interpretar al pare Tancred en la pel·lícula Robin Hood.
Entre 2011 i 2013, va interpretar al cardenal Johannes Burchart a la sèrie The Borgias.
En 2015, va escriure i va protagonitzar The Encounter, unipersonal basat en L'Amazones neix en el cel, de Petru Popescu. L'obra es va estrenar en el Festival Internacional d'Edimburg i es va transferir a l'any següent al Barbican de Londres. En televisió, va interpretar a Colin "Cubby" Wall en la sèrie The Casual Vacancy.
Al 2017, va dirigir l'òpera El progrés del libertino, d'Igor Stravinsky, estrenada en el Festival d'Aix-en-Provence.

## Treballs

### Teatre
| Any  |            | Obra                         | Personatge            | Director | Teatre                            |
| ---- | ---------- | ---------------------------- | --------------------- | -------- | --------------------------------- |
| 1982 | Complicité | Put It On Your Head          |                       |          | Almeida Theatre                   |
| 1994 | Complicité | The 3 Lives of Lucie Cabrol  | Jean                  |          | Gira i Riverside Studios          |
| 1994 | Complicité | Out of a House Walked a Man  |                       | McBurney |                                   |
| 1997 | Complicité | Les cadires                  |                       | McBurney | National Theatre                  |
| 1997 | Complicité | El cercle de guix caucasiano |                       | McBurney | National Theatre                  |
| 1999 | Complicité | Mnemonic                     | Home congelat/Virgili | McBurney | Festival de Salzburg              |
| 2003 | Complicité | The Elephant Vanishes        |                       | McBurney | Barbican                          |
| 2004 | Complicité | Mesura per mesura            |                       | McBurney | National Theatre                  |
| 2009 | Complicité | Final de partida             | Clov                  | McBurney | Duchess Theatre                   |
| 2015 | Complicité | The Encounter                |                       | McBurney | Festival Internacional d'Edimburg |

### Cinema
| Any  | Títol                                           | Personatge         |
| ---- | ----------------------------------------------- | ------------------ |
| 1991 | Kafka                                           | Oscar              |
| 2000 | Eisenstein                                      | Serguéi Eisenstein |
| 2004 | The Manchurian Candidate                        | Dr. Atticus Noyle  |
| 2004 | Human Touch                                     | Bernard            |
| 2006 | L'últim rei d'Escòcia                           | Stone              |
| 2006 | Friends with Money                              | Aaron              |
| 2007 | La brúixola daurada                             | Fra Pavel          |
| 2008 | Bodi of Lies                                    | Garland            |
| 2008 | The Duchess                                     | Charles James Fox  |
| 2010 | Harry Potter i les Relíquies de la Mort: part 1 | Kreacher           |
| 2010 | Robin Hood                                      | Pare Tancred       |
| 2011 | Tinker Tailor Soldier Spy                       | Oliver Lacon       |
| 2011 | Harry Potter i les Relíquies de la Mort: part 2 | Kreacher           |
| 2011 | Jane Eyre                                       | Mr. Brocklehurst   |
| 2014 | Magic in the Moonlight                          | Howard             |
| 2015 | Mission: Impossible – Rogue Nation              | Atlee              |
| 2015 | La teoria del tot (The Theory of Everything)    | Frank Hawking      |
| 2016 | The Conjuring 2                                 | Maurice Grosse     |

### Televisió
| Any       | Títol                       | Personatge          | Notes                            |
| --------- | --------------------------- | ------------------- | -------------------------------- |
| 1988      | Screenplay                  |                     | episodi "Burning Ambition"       |
| 1989      | The Two of Us               | Home                | episodi "Trust"                  |
| 1992      | The Bill                    | Shaun Anderton      | episodi "Man of the People"      |
| 1992      | The Comic Strip Presents... | Mick                | episodi "The Crying Game"        |
| 1994      | The Vicar of Dibley         | Cecil               | 2 episodis                       |
| 1995      | Performance                 | Pistol              | episodi "Henry IV"               |
| 1996      | Absolutely Fabulous         | Conductor           | episodi "The Last Shout: Part 1" |
| 1999      | Midsomer Murders            | Henry Carstairs     | episodi "Death of a Stranger"    |
| 2010-2014 | Rev.                        | Archidiácono Robert |                                  |
| 2011-2013 | The Borgias                 | Johannes Burchart   | 6 episodis                       |
| 2013      | Utopia                      | Donaldson           | 3 episodis                       |
| 2015      | The Casual Vacancy          | Colin "Cubby" Wall  | miniserie                        |

## Premis i nominacions
| Any  | Premi                               | Categoria                | Treball                      |
| ---- | ----------------------------------- | ------------------------ | ---------------------------- |
| 1998 | Laurence Olivier                    | Millor coreògraf teatral | El cercle de guix caucasiano |
| 1998 | Tony                                | Millor director          | Les cadires                  |
| 1999 | London Critics Circle Theatre Award | Millor obra nova         | Mnemonic                     |
| 2003 | Sydney Edwards Award                | Millor director          | The Elephant Vanishes        |
| 2007 | Nestroy                             |                          | A Disappearing Number        |
| 2008 | Konrad Wolf                         |                          |                              |